# A-Sides
A-Sides es un álbum recopilatorio y el último álbum lanzado por Soundgarden hasta su regreso en 2010 con Telephantasm. Lanzado en 1997, contiene canciones de Screaming Life, Ultramega OK, Louder than Love, Badmotorfinger, Superunknown y Down on the Upside. Su lanzamiento fue hecho sólo en CD. La portada muestra una foto del grupo, mientras que la contraportada muestra fotos separadas de cada integrante del grupo. El libreto que viene dentro de la caja del CD contiene notas con cada canción del grupo, además de varias fotos de Soundgarden. Al principio de todo, el cofundador de la discográfica Sub-Pop Jonathan Poneman dice un monólogo para comenzar con el álbum. La única canción previamente no lanzada es "Bleed Together", apareciendo como lado B de Burden in My Hand y lanzada como un sencillo para el álbum.

## Listado de canciones
En todas las canciones, la música y la letra fueron escritas por Chris Cornell, a menos que se indique lo contrario:
1. Nothing to Say - 3:58 (Música: Kim Thayil; Letra: Chris Cornell
2. Flower - 3:28 (Música: Thayil; Letra: Cornell)
3. Loud Love - 4:57
4. Hands All Over - 6:02 (Música: Thayl; Letra: Cornell)
5. Get on the Snake - 3:45 (Música: Thayil;Letra: Cornell)
6. Jesus Christ Pose - 5:52 (Música: Shepherd/Cameron/Thayil/Cornell;Letra: Cornell)
7. Outshined - 5:12
8. Rusty Cage - 4:27
9. Spoonman - 4:08
10. The Day I Tried To Live - 5:21
11. Black Hole Sun - 5:20
12. Fell on Black Days - 4:42
13. Pretty Noose - 4:13
14. Burden in My Hand - 4:52
15. Blow Up the Outside World - 5:47
16. Ty Cobb - 3:08 (Música: Shepherd; Letra: Cornell)
17. Bleed Together - 3:51

## Posición en listas
| Lista (1997)            | Posición |
| ----------------------- | -------- |
| Listas de Nueva Zelanda | 6        |
| US Billboard 200        | 63       |
| UK Albums Chart         | 90       |
| Lista (1998)            | Posición |
| Listas de Australia     | 39       |

| Sencillo         | Lista (1997)              | Posición |
| ---------------- | ------------------------- | -------- |
| "Bleed Together" | US Mainstream Rock Tracks | 13       |
| "Bleed Together" | US Modern Rock Tracks     | 32       |